# Joseph Fouché (biographie de Stefan Zweig)
Pour les articles homonymes, voir Fouché.
Joseph Fouché est une biographie de Joseph Fouché écrite par Stefan Zweig à la fin des années 1920. Elle fait référence à l'ouvrage de base de Louis Madelin particulièrement bien documenté, que l'écrivain autrichien qualifie de monumental.
Joseph Fouché, dit Fouché de Nantes, duc d'Otrante, comte Fouché, homme politique français né le 21 mai 1759 au Pellerin près de Nantes et mort le 26 décembre 1820 à Trieste, a toujours fasciné historiens et écrivains par sa longévité dans une période particulièrement troublée de l'histoire de France et de l'Europe où bien peu d'hommes ont survécu aux purges qui se sont succédé.
Stefan Zweig ne faillit pas à la règle et est tour à tour émerveillé par l'attitude de marbre que gardera le plus souvent Fouché devant ses déboires et les avanies que lui a fait subir Napoléon Ier et épouvanté par la rouerie dont il fait souvent preuve, en bon élève de Machiavel.

## Présentation générale

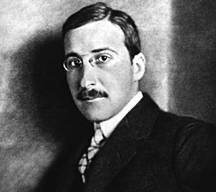
Stefan Zweig

Stefan Zweig présente Joseph Fouché comme un homme politique dont les multiples talents n'ont jamais été reconnus, ni par ses contemporains, ni par la postérité. Il a connu de nombreux qualificatifs assez infamants allant de traître, misérable intrigant, reptile, âme de basse police, jusqu'à mitrailleur de Lyon. Seul Balzac nous dit-il, « a vu de la grandeur dans cette figure originale » et dans son roman Une ténébreuse affaire, il consacre à cet « esprit sombre, profond, extraordinaire » une page entière, le décrivant comme « un singulier génie qui frappa Napoléon d'une sorte de terreur » dont le caractère « se forma dans les tempêtes. »
Il n'est pas donné à tout un chacun d'être régicide, pilleur d'églises à Nantes et à Lyon, de publier le premier manifeste communiste en 1793 puis de se lier avec Gracchus Babœuf pour ensuite devenir duc d'Otrante et servir Louis XVIII et la Restauration. Aussi Stefan Zweig précise-t-il que la personnalité de Fouché « ne répond pas aux désirs évidents de notre époque... qui aime des vies héroïques » ce que son époque ne lui offre pas.

## Résumé

### De la Révolution à l'Empire

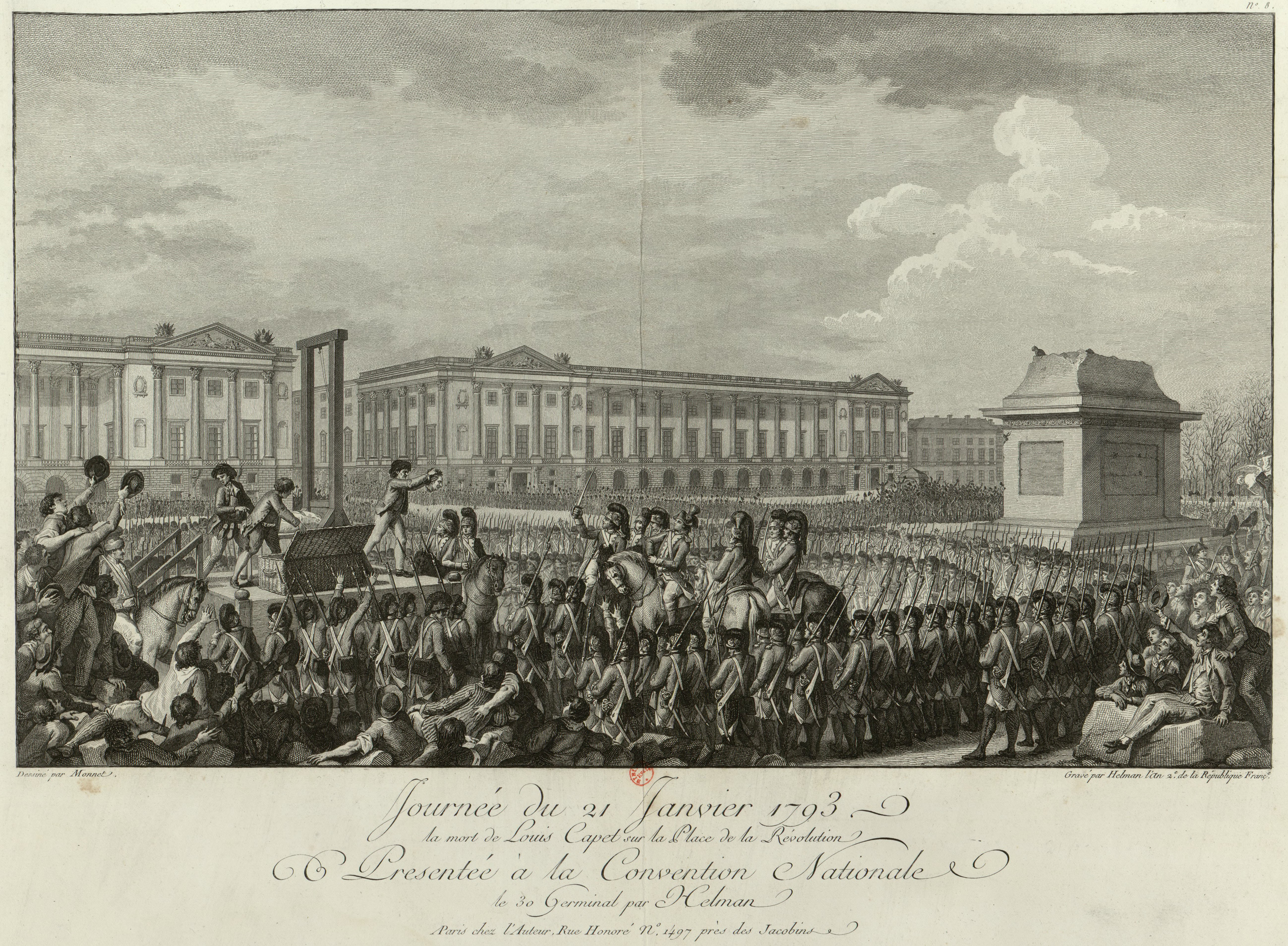
Exécution du roi Louis XVI

Ce sont les multiples facettes de Fouché qui intéressent Stefan Zweig : virer à 180 degrés quand la nécessité s'en fait sentir, passant en un tournemain du Marais centriste à l'Extrême gauche montagnarde pour servir ensuite le Consulat et l'Empire. Paradoxalement, il gardera toujours entre lui et le pouvoir en place une distance qui fera qu'il ne se liera à aucun parti, aucune faction, aucun homme. « Napoléon n'aime pas Fouché et Fouché n'aime pas Napoléon, » écrit Stefan Zweig.  Fouché possède une puissance de travail phénoménale. Il sait tout sur tous, tout sur les turpitudes de la famille impériale, sur l'empereur aussi qui ne pouvait rien lui cacher de sa vie sentimentale avec Joséphine ou avec ses maîtresses.

### De l'Empire à la Restauration

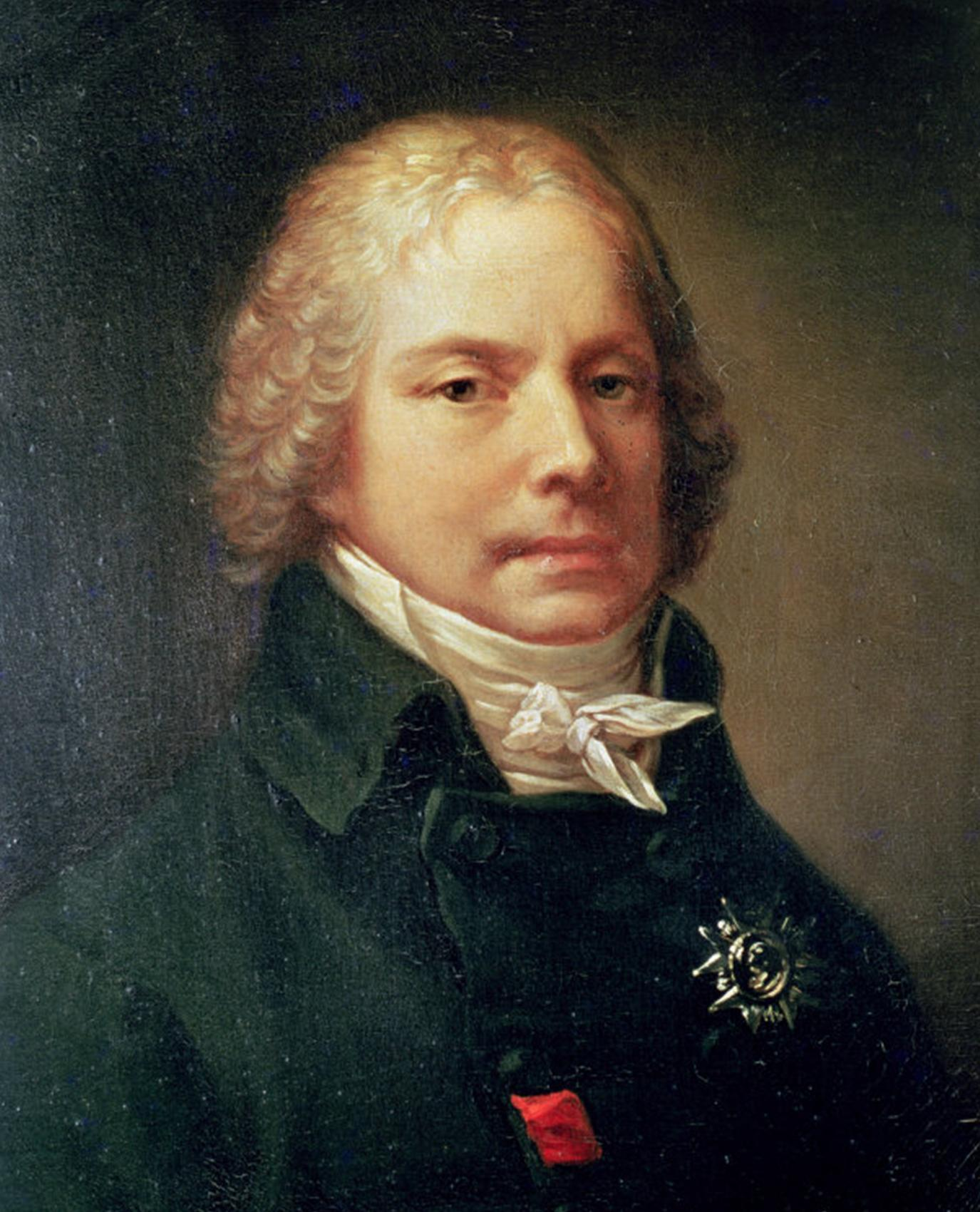
Talleyrand

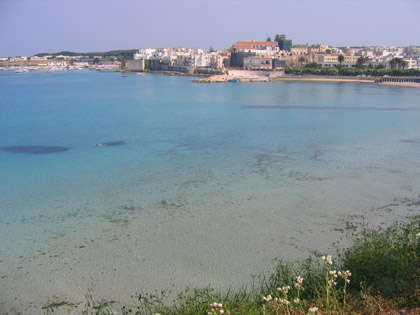
Côte d'Otrante

Fouché reste néanmoins un fonctionnaire arriviste, « jamais même quand il deviendra duc d'Otrante, malgré son uniforme étincelant d'or, Joseph Fouché ne sera réellement un aristocrate. » 
Coup de théâtre à Paris : « pendant que Napoléon guerroie en Espagne, Fouché et Talleyrand se réconcilient de façon spectaculaire. ». Violente réaction de Napoléon qui rentre en trombe à Paris, pourfend ces deux comploteurs et sanctionne Talleyrand. Mais contre Fouché, rien ; les courtisans en sont pour leurs frais. De plus, voilà Fouché débarrassé de son plus dangereux rival. Et Stefan Zweig de conclure : « Seul un homme demeure toujours à la même place, sous tous les maîtres et sous tous les régimes : Joseph Fouché. »
Mieux, en 1809, il contre une tentative d'invasion anglaise et sauve l'Empire. Dans cette affaire, « il a été le seul à faire voir qu'il est capable non seulement d'obéir, mais encore de commander. ». C'est ainsi que l'ancien communiste et clerc défroqué devint duc d'Otrante. Mais après un tel succès, il voit trop grand, et négocie en secret avec les Anglais ; il est découvert et renvoyé. Il va tenter de se venger en subtilisant des documents importants et en ridiculisant son successeur Savary, duc de Rovigo, « une baderne aux doigts gourds » selon Stefan Zweig.
Napoléon ne lui pardonnera jamais cette perfidie. Pour l'instant il le pourchasse et Fouché s'enfuit subitement en Italie, cherchant désespérément un asile. Cette fois, l'homme aux nerfs d'acier a craqué, persuadé que la colère de l'empereur va être terrible. Mais ce dernier, à l'heure où l'Empire vacille, a d'autres soucis. Il rappelle Fouché mais c'est pour mieux le tenir en laisse et lui donner des missions impossibles.
Fouché rentre à Paris à bride abattue mais trop tard : Louis XVIII est déjà installé.

### Des Cent-Jours à la Restauration

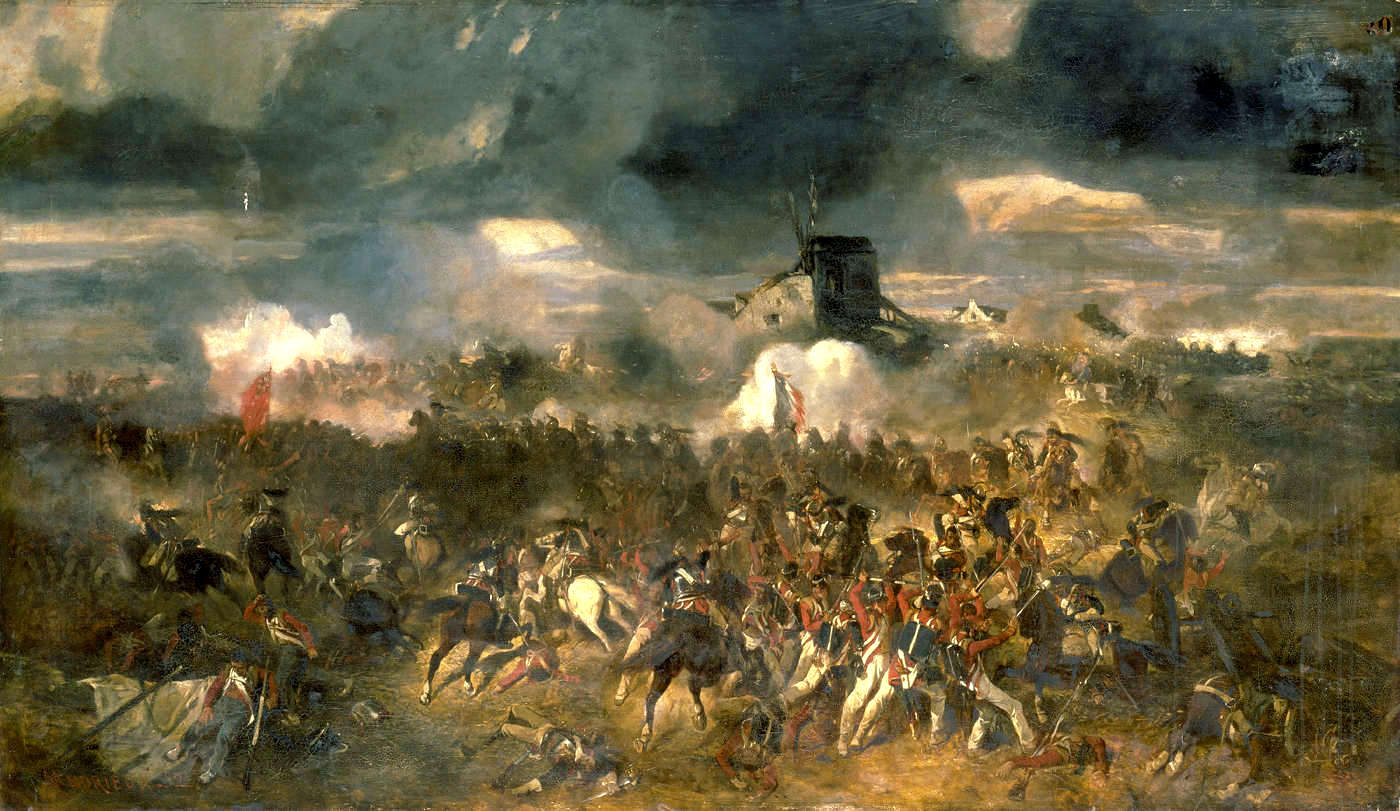
Waterloo

Comme d'habitude, quand il est évincé du pouvoir, il attend son heure, « il ne bouge pas et souffle comme un lutteur avant le combat. ». Il refuse les offres alléchantes de la Restauration qui préfère le faire arrêter. Mais l'opération échoue et Fouché s'enfuit de son domicile par le jardin, à l'aide d'une échelle. Tout Paris en glose, en cette période troublée, on tombe dans le vaudeville. Conclusion de Napoléon en route pour les Tuileries : « Il est décidément plus malin qu'eux tous. ».
Il est tellement malin — et dangereux — que l'empereur, à peine réinstallé, le nomme de nouveau ministre de la police pendant les Cent-Jours. Remarque de Stefan Zweig : « C'est Prothée, dieu des métamorphoses » et Fouché aurait pu lui rétorquer ces mots qu'il dira plus tard : « Ce n'est pas moi qui ai trahi Napoléon, c'est Waterloo. »
Entre Napoléon et Fouché le vaudeville continue : l'empereur fait espionner son ministre, en pourparlers avec Metternich qui, à son tour, fait espionner Napoléon et évite le piège qu'on lui tendait. Fouché rit intérieurement et Napoléon pique une terrible colère. Mais les choses se précipitent, l'Empire est balayé à Waterloo et à force de persévérance et de manipulations, Fouché est enfin propulsé au pouvoir suprême, recevant les hommages de toute l'Europe. Maintenant, note non sans malice Stefan Zweig, « le ministère, le Sénat et la représentation populaire sont malléables comme de la cire dans sa main de maître. ».
Pratiquement seul contre tous, il va tisser ses fils pour favoriser la royauté et parvenir à la rétablir moyennant un poste ministériel. Incorrigible Fouché qui espère que les royalistes assoiffés de pouvoir oublieront — comme lui-même oublie si facilement son passé — et pourront côtoyer le jacobin et le régicide. Cette fois, il se trompe lourdement. Stefan Zweig décrit ce qui sera pour lui le début de la fin : ministre temporaire, ambassadeur éphémère à Dresde puis banni. Exilé de France, il va errer pendant trois ans de Prague à Linz puis s'éteindre à Trieste en 1820.
À travers la fin de Fouché, Stefan Zweig dépeint l'inconséquence et la mesquinerie d'hommes qui voudraient faire oublier leur petitesse, leurs reniements ou en profitent pour accabler cet homme déchu. Reste ce trait de Chateaubriand à propos de Fouché et Talleyrand rencontrant Louis XVIII : « Le vice appuyé sur le crime. ».

## Éditions
- Stefan Zweig (trad. de l'allemand par Alzir Hella et Olivier Bournac), Fouché, biographie, Paris, éditions Grasset, coll. « Les cahiers rouges », 2003 (1re éd. 1929), 312 p. (ISBN 2-246-16814-7)
- Le Livre de Poche historique nos 525-526, 1973